# TOUGH 番外編 柔の章
『TOUGH 番外編 柔の章』（タフ ばんがいへん やわらのしょう）は、猿渡哲也による日本の漫画作品。視覚障害者柔道を題材としている。『東京2020 PARALYMPIC JUMP パラリンピックジャンプ』（集英社）にて、Vol.1からVol.5まで連載された。
主人公の藤垣聰は、実際のパラリンピックで連覇し活躍した柔道家・藤本聰をモデルに創作され、『パラリンピックジャンプ』本誌において「TOUGH TALK」として猿渡哲也と藤本聰の対談が掲載され、単行本においてはSPECIAL特典として「藤本聰とは何か!?」の記事と「TOUGH TALK<特別対談>猿渡哲也×藤本聰」が収録されている。

## あらすじ
2020年東京パラリンピックの金メダルを虎視眈々と狙う、盲目の柔道家・藤垣聰。三連覇を含む五個のメダルを勝ち取ったレジェンドが、さらなる“強さ”を目指して、挑戦を続ける。

## 登場人物
藤垣聰（ふじがき さとし）
徳島県出身の柔道家。左目は先天性の視神経異常と事故で視力はゼロであり、右目は色素変性症で視力0.05で5円玉の穴ほどの視界しかないが、柔道においては組むことによって対戦相手の情報を詳細に知ることに長けている。視覚障害者柔道の大会に参加し、これまでパラリンピック大会柔道において、アトランタ大会で金メダル、シドニー大会で金メダル、アテネ大会で金メダル、北京大会で銀メダル、リオデジャネイロ大会で銅メダルと、メダルを5つ獲得している。東京パラリンピック大会と更なる強さを目指して、無謀とも言える「当たり前でない」練習に挑んでいく。

## 書誌情報
- 猿渡哲也 『TOUGH 番外編 柔の章』 集英社〈ヤングジャンプコミックス〉、2021年8月18日発売[3][2]、ISBN 978-4-08-891623-1